# Felis chaus
El gato de la jungla, de los pantanos o chaus (Felis chaus) es una especie de mamífero carnívoro de la familia Felidae característico de las tierras bajas y húmedas del sur de Asia, desde el Mediterráneo oriental a Indochina y Malaca. Su área de distribución se prolonga hacia el norte en Asia Central, siguiendo el litoral del mar Caspio y los cursos de grandes ríos como el Amu Daria y el Sir Daria. Alcanza de refilón la Rusia europea en la desembocadura del Volga y África en el Delta del Nilo.

## Aspecto físico
Por su aspecto, el gato de la jungla recuerda a un gato doméstico de pelaje rojizo, con orejas ligeramente más largas y dotadas de pincel en el extremo (al igual que los linces, lo que le vale en ocasiones el apelativo de "lince de los pantanos"), patas largas y cola algo corta. La longitud y color del pelaje son variables, aunque en este último caso suele ser un rojizo más grisáceo en las subespecies más norteñas, mientras que las del sur lo tienen más vivo, anaranjado o amarillento. Las rayas oscuras se restringen a las patas, cara y cola.

## Alimentación
Estos animales cazan tanto en tierra como en áreas encharcadas. Entre sus presas se incluyen ratas y ratones, liebres, aves (algunas de tamaño tan grande como el faisán), serpientes, ranas y peces. Ocasionalmente capturan también puercoespines y cervatillos. Sus habilidades para el salto y la natación son notables.

## Distribución y hábitat
Los gatos de la jungla se encuentran en gran parte en Egipto, Asia occidental y central, pero también en el Sur de Asia, Sri Lanka y el sudeste asiático. En la India son los gatos más pequeños y comunes de todos los felinos nativos.
Habitan en sabanas, bosques secos tropicales y cañaverales a lo largo de los ríos y lagos en las tierras bajas, pero, a pesar del nombre, no se encuentran en las selvas tropicales. Aunque son animales adaptables, se encuentran incluso en estepas secas y prefieren los ambientes de humedales con pastos altos o cañas en los que esconderse. No sobreviven bien en climas fríos, y no se encuentran en las zonas donde las nevadas de invierno son comunes. Han sido vistos tanto en zonas al nivel del mar hasta altitudes de 2400 m o tal vez superiores en el Himalaya. Frecuentan selvas o campos abiertos y se ven a menudo en las cercanías de las aldeas.
Aunque nunca han sido domesticados de verdad, unos pocos han sido encontrados entre las momias de gatos del antiguo Egipto (la gran mayoría de los cuales son gatos domésticos), lo que sugiere que podrían haber sido utilizados para ayudar a controlar las poblaciones de roedores.

## Reproducción
La época de reproducción varía según la zona. Generalmente se produce una sola camada al año, aunque en algunas regiones pueden darse dos.
Las hembras sólo son receptivas durante cinco días, tiempo en el que se someten al acoplamiento. En torno a dos meses después se produce el parto en un nido de una a seis crías, aunque lo más normal es que sean dos o tres. Estas nacen cubiertas de rayas que se difuminan a medida que crecen. Hacia los cinco o seis meses inician su vida independiente y al año y medio de edad ya son maduros sexualmente.

## Relación con el ser humano
Resulta sorprendente la capacidad del gato de los pantanos para adaptarse al extraordinario impacto humano sobre los cursos de agua y áreas pantanosas donde vive, especialmente en Oriente Próximo. En lugar de resentirse por ello, el gato de la jungla prospera y llega a ser un visitante habitual de las poblaciones humanas, donde llega a instalarse en casas abandonadas, al igual que los gatos domésticos. En algunos lugares se cría como mascota exótica y puede cruzarse con el gato doméstico para conseguir híbridos conocidos como Chausies. La raza de gato más empleada en estos cruces es el abisinio.
El gato de los pantanos también es cazado por su piel, aunque en determinadas zonas goza de protección. Así ocurre en la India, concretamente en las zonas donde coincide con el tigre.
Se sabe que este animal llegó a ser domesticado en el Bajo Egipto para emplearlo en la caza de aves acuáticas. De hecho, es posible que la domesticación del gato de los pantanos llevara posteriormente a la del gato doméstico y no al revés, al menos en Egipto.

## Subespecies
Se reconocen las siguientes subespecies:
- Felis chaus chaus: Cáucaso, Turquestán, Irán, Baluchistán, Yarkand y el Turquestán chino
- Felis chaus affinis: habita en la región del Himalaya desde Cachemira y Nepal a Sikkim y Yunnan
- Felis chaus fulvidina: sudeste asiático, hasta Birmania, Laos, Tailandia, Camboya y Vietnam
- Felis chaus furax: habita en Palestina, Siria e Irak
- Felis chaus kelaarti: Sri Lanka y sudeste de la India
- Felis chaus kutas: desde Bengala a Kutch
- Felis chaus maimanah: En el Norte de Afganistán
- Felis chaus nilotica: propios de Egipto
- Felis chaus oxiana: por toda la India
- Felis chaus prateri: India y Sind

## Galería de imágenes

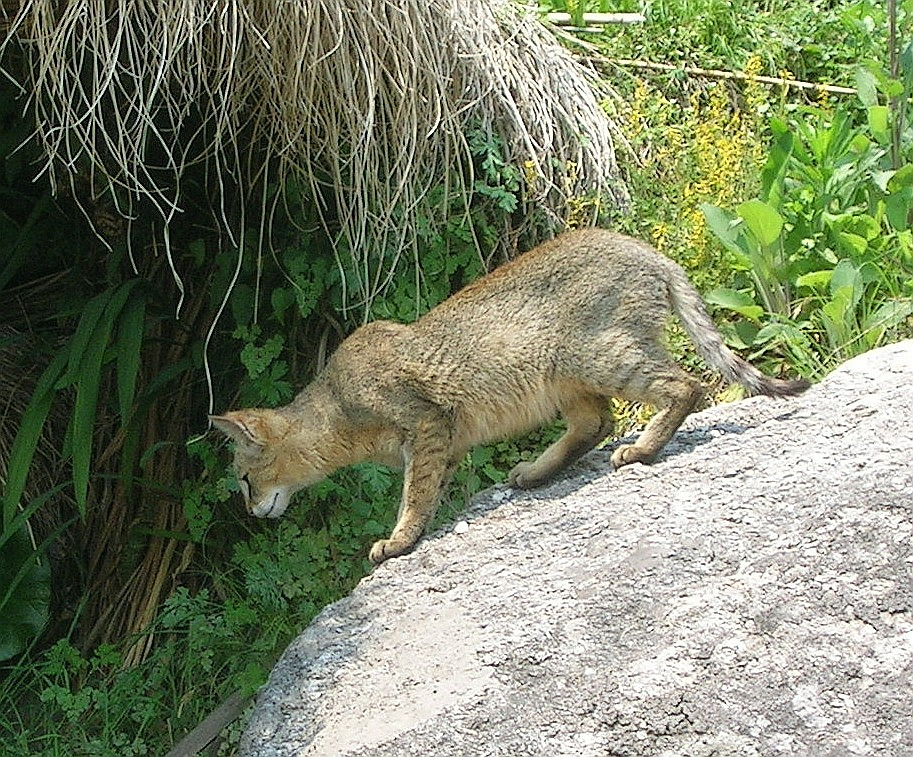
Felis chaus en Uttarakhand, India
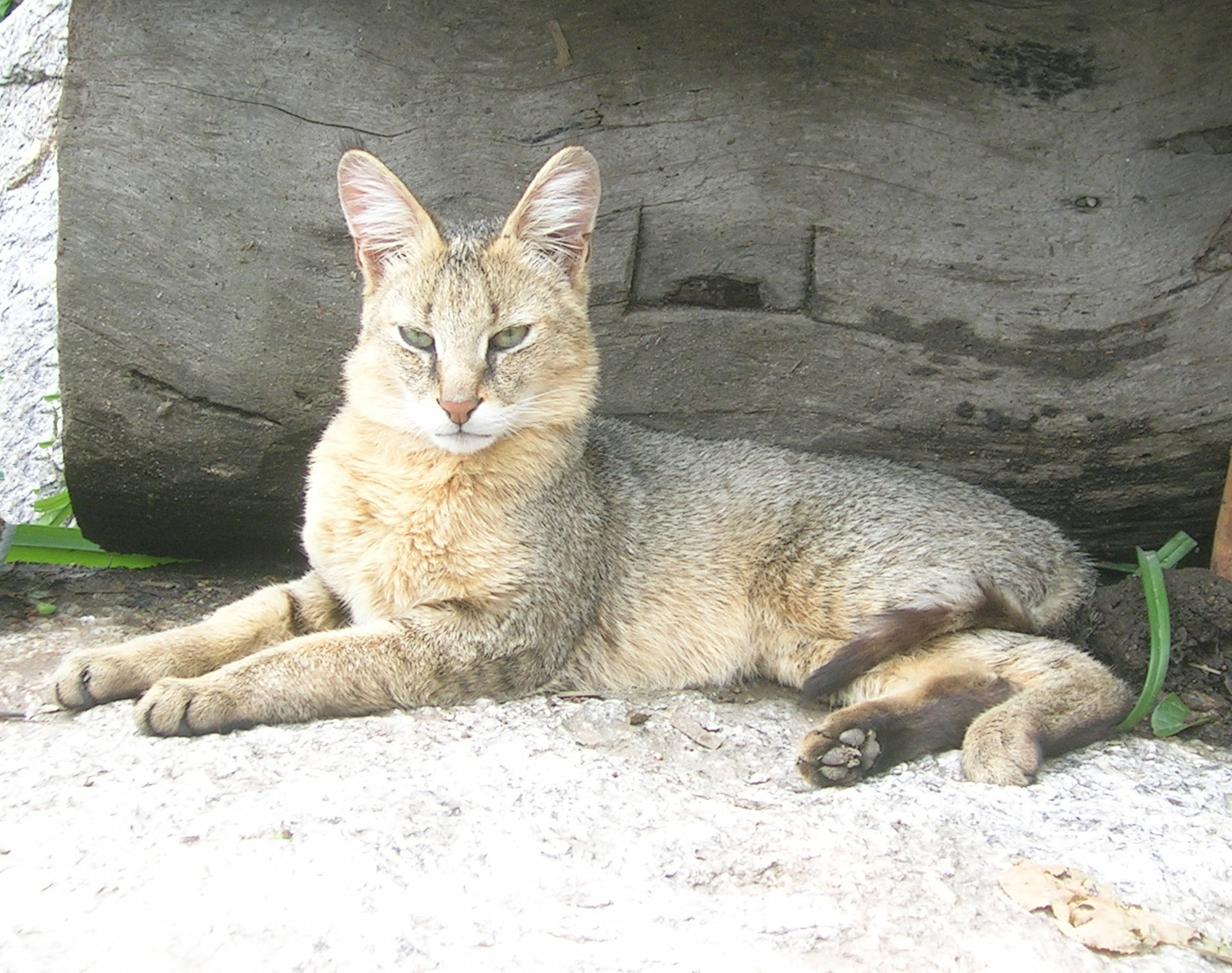
Felis chaus en Munsiyari, Uttarakhand, India
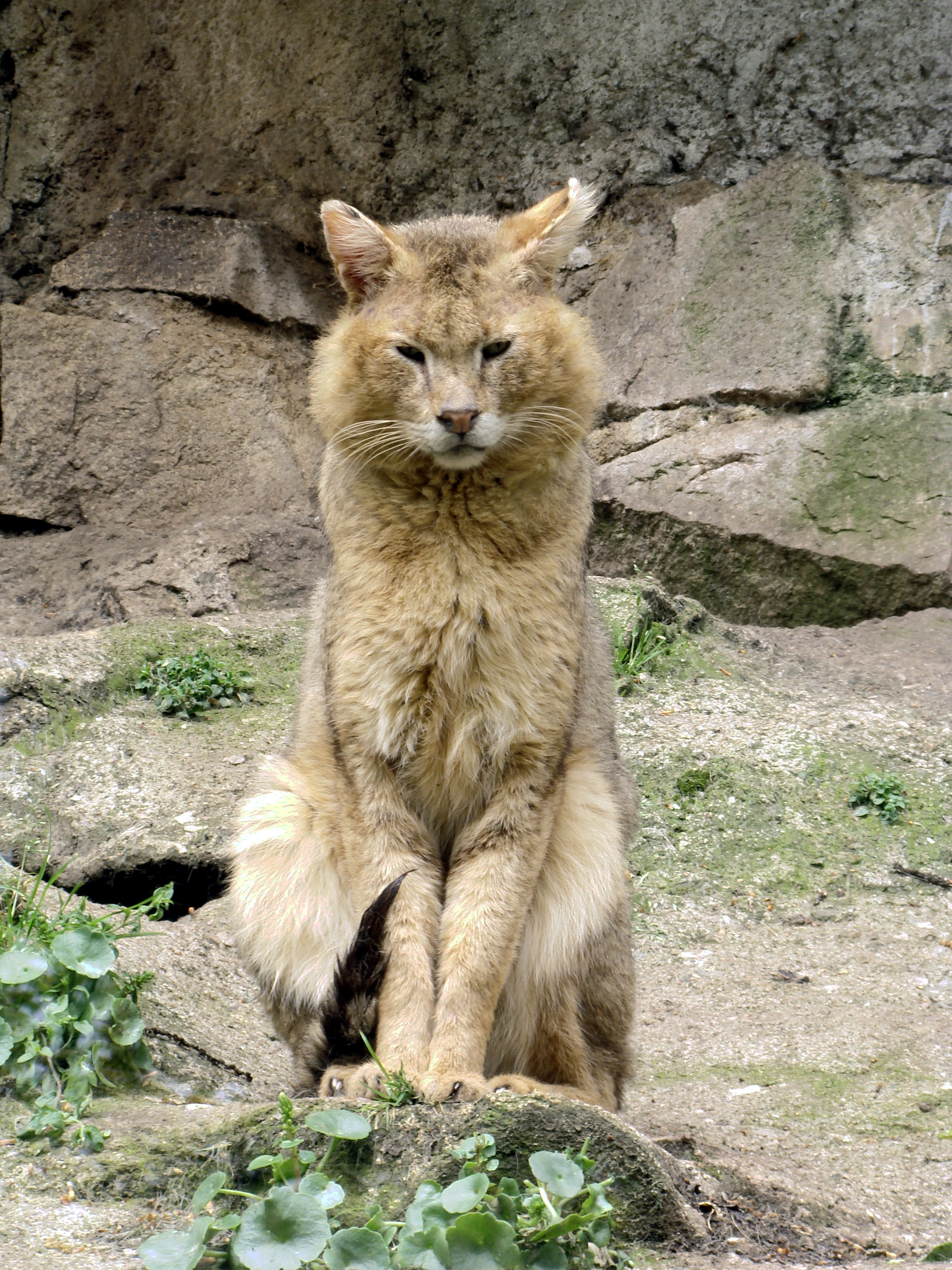
Felis chaus en el Pont-Scorff Zoo, Britania, Francia